# Homosexualität auf St. Kitts und Nevis

Geografische Lage von St. Kitts und Nevis

Homosexualität ist auf St. Kitts und Nevis gesellschaftlich weitgehend tabuisiert. 

## Legalität
Auf St. Kitts und Nevis wurde Analverkehr nach § 56 des Offences Against the Person Act (auch heterosexueller Analverkehr) mit einer Freiheitsstrafe von bis zu 10 Jahren, mit oder ohne Zwangsarbeit, bis August 2022 bestraft. § 57 sah eine Bestrafung für alle anderen gleichgeschlechtlichen sexuellen Handlungen zwischen Männern mit Gefängnis von bis zu 4 Jahren, mit oder ohne Zwangsarbeit, vor. Mit höchstgerichtlicher Entscheidung am 30. August 2022 wurde die Strafbarkeitsnorm als verfassungswidrig bewertet. Lesbische sexuelle Handlungen sind dagegen seit Bestehen des Staates legal. 

## Anerkennung gleichgeschlechtlicher Paare
Gleichgeschlechtliche Paare werden weder im Wege der eingetragenen Partnerschaft noch im Rahmen einer gleichgeschlechtlichen Ehe anerkannt.

## Gesellschaftliche Situation
Auf St. Kitts und Nevis herrschen, wie in fast allen ehemals britischen Kolonien in der Karibik, diskriminierende Gesetze und homophobe Praktiken, die verhindern, dass homosexuelle Menschen Zugriff auf die Gesundheitsdienste haben. Die Regierung des Inselstaates wurde wiederholt von Menschenrechtsaktivisten aufgefordert, die Stigmatisierung und Diskriminierung von Menschen mit anderer sexueller Orientierung zu reduzieren. Vertreter von St. Kitts und Nevis sagten auf der zehnten Sitzung des Menschenrechtsrats 2011 in der Schweiz, dass das Problem in der Insel-Föderation zwar umstritten sei, es aber keinen Plan gebe, die Kriminalisierung sexueller Beziehungen zwischen Erwachsenen nach den §§ 56 und 57 aufzuheben. „[...] [D]ie Regierung von St. Kitts und Nevis hat kein Mandat von der Bevölkerung dies zu tun. In der Tat gibt es eine starke Opposition gegen eine Aufhebung. Doch trotz der Existenz auf dem Papier gab es keine bekannte Verfolgung sexueller Handlungen zwischen mündigen Erwachsenen im Privaten in den letzten Jahren“, sagte der Ständige Vertreter bei den Vereinten Nationen, Delano Bart.